# Хейтуйсен
Хейтуйсен (на нидерландски: Heythuysen [ˈɦɛitˌɦœyzə(n)]; на лимбургски: Heitse) е град в югоизточна Холандия.

## История
За първи път се споменава през 1383 г. като Хейтуйсен и означава „къщи на пустошта“. Намира се на пътя от Венло за Антверпен и между Бевеландсе и Тунгелройзе. През 1243 г. той става граничен град за графство Хорн. През 1680 г. Хейтуйсен става независимо поземлено имение.
Католическата църква „Свети Николай“ е трикорабна църква, построена малко след 1504 г. През 1847 г. е построена сегашната готическа възрожденска кула. През 1927 г. църквата е разширена. В Хейтуйсен живеят 275 души през 1840 г. Докато не стане част от Леудал на 1 януари 2007 г., Хейтуйсен е отделна община, включваща селата Баехем, Гратхем и Келпен-Олер.